# Penisola Gaspé
La penisola Gaspé, o la Gaspésie (nome ufficiale), o Gaspé è una penisola del Sud-Est del Quebec, Canada.

## Geografia
La penisola è delimitata a nord dal fiume San Lorenzo (nel suo tratto finale) ed è circondata dal golfo di San Lorenzo a est e dalla baia dei Calori a sud che la separa dal Nuovo Brunswick. La penisola ha una superficie di 30 341 km², e la sua popolazione è di circa 100 000 abitanti.

## Storia
Può essere considerata una delle culle del Canada: qui sbarcò Jacques Cartier nel 1534. E sempre qui, duecento anni più tardi, nel 1760 con la battaglia della Restigouche, si suggella il destino della Nuova Francia durante una battaglia navale tra le due grandi potenze del periodo coloniale: Francia e Inghilterra.

## Etimologia
L'origine del nome non è certa; possibilmente è derivata della parola "gespeg" che in lingua micmac significa "la fine della terra" o forse della parola Basca "gerizpe" che significa "rifugio".